# Badmintonmeisterschaft von Hongkong 1997
Die Badmintonmeisterschaft von Hongkong des Jahres 1997 trug den vollständigen Namen Bank of China (Hong Kong) Hong Kong Annual Badminton Championships 1997 (chinesisch 1997 中銀香港全港羽毛球錦標賽).

## Sieger und Finalisten
| Disziplin    | Gold                               | Silber                    |
| ------------ | ---------------------------------- | ------------------------- |
| Herreneinzel | Hengky Irawan                      | Tam Kai Chuen             |
| Dameneinzel  | Ling Wan Ting                      | Jie Elyni                 |
| Herrendoppel | Cun Cun Haryono Hengky Irawan      | Ma Che Kong Chow Kin Man  |
| Damendoppel  | Ling Wan Ting Louisa Koon Wai Chee | Tung Chau Man Ng Ching    |
| Mixed        | Kung Biao Louisa Koon Wai Chee     | Tam Lok Tin Ling Wan Ting |